# Wait
wait (anglicky wait – čekej, čekat) je standardní UN*Xový program, sloužící k zastavení vykonávání dalších příkazů (typicky) v shell scriptu, dokud parametrem předané ID procesu neohlásí ukončení.

## Popis
wait (PID) 
parametr PID je nepovinný. V případě jeho absence příkaz čeká na dokončení podprocesů právě probíhajícího procesu.

## Příklady použití
Mějme proces vykonávající např. kopírování dat běžící s PID 1856.
```
$ cp /tmp/afolder/* /tmp/bfolder/ &
(1856)
```

Chceme, aby náš skript počkal na dokončení onoho příkazu a poté spustil jiný skript.
```
# wait 1856 && ./startsomething.sh
```